# アットステーション (情報端末)
アットステーション (@STATION) は、東洋電子工業株式会社が開発し、現在はアット・ステーション株式会社が展開しているコイン式インターネット端末（インターネット・キオスク）である。
設置者の任意で料金を決められるが、公共施設系では10分100円の設定が多い。Internet ExplorerによるWebブラウジング・WEBメールが利用できる。操作画面は日本語の他に、英語・中国語などへの表示言語切替に対応している。
日本国内の32空港・りんかい線などの一部駅（品川シーサイド駅など）コンコース・一部のホテル（アパホテル・サンルートホテルチェーンなど）に設置されている。